# Tomás Santero y Moreno
Tomás Santero y Moreno (1817-1888) fue un médico, catedrático y académico español.

## Biografía
Nació en Madrid el 7 de marzo de 1817. Doctor en Medicina, fue catedrático de la Universidad Central, médico de cámara, vocal del Consejo de Sanidad y miembro de número de la Real Academia Nacional de Medicina con el sillón 7, más adelante sería presidente de dicha institución, al ser elegido en 1885, mas dejaría el cargo en 1887. Defensor de posiciones inmovilistas, hipocrático y adscrito a un «vitalismo tradicionalista», fue autor de numerosas obras de carácter científico, además de redactor del Semanario de Medicina (1841-1842) y de la Gaceta Médica (1845-1853), y director de los Anales del Instituto Médico de Emulación (1842-1844). Falleció el 21 de febrero de 1888.